# Günter Cornett
Günter Cornett (* 1960 in Flensburg) ist ein deutscher Spieleautor und Betreiber vom Bambus Spieleverlag.

## Leben
Günter Cornett absolvierte Ausbildungen als Berufskraftfahrer und Multimediadesigner. Gegenwärtig ist er freiberuflich als Webmaster und Autor von Gesellschaftsspielen tätig. Den Bambus Spieleverlag betreibt er seit 1995, zuerst zu zweit mit Gerhard Schech, ab 2000 zusammen mit Volker Schäfer (Autor vom Spiel So ein Zirkus) und seit 2005 alleine. Ab 2000 betreute Cornett gemeinsam mit Michael Schacht für einige Jahre die Web-Plattform für neue Spieleautoren bei der Spiele-Autoren-Zunft.
Bei der Spieleentwicklung mag er besonders topologische Ansätze und bemüht sich um thementreue Umsetzung. So ist „Nanuuk“ beispielsweise zugleich eine stimmige Umsetzung der Welt der Inuit.
Cornett lebt seit 1981 in seiner Wahlheimat Berlin.

## Ludografie
- 1995: Canaletto, Hans im Glück
- 1995: Flaschenteufel, Bambus
- 1995: Schlangennest, Bambus
- 1996: Schmetterlingsflug, Bambus
- 1996: Le Jardin, Bambus
- 1997: Arabana-Ikibiti, Bambus
- 1998: Arabana-Ikibiti, Funagain
- 1998: Kahuna, Kosmos, Tilsit (Neuauflage von Arabana-Ikibiti)
- 1998: Nanuuk, Bambus
- 1999: Autoscooter, Bambus
- 2000: Der Garten des Sonnenkönigs, Noris (Neuauflage von Le Jardin)
- 2001: FleetBoard, Auftragsprodukt Daimler Chrysler, nicht im Handel
- 2001: Kanaloa, Bambus
- 2002: Arabana-Opodopo, Bambus
- 2003: Kanaloa, Tilsit
- 2003: Pingvinas, Bambus (gemeinsam mit Alvydas Jakeliunas)
- 2003: Luise und die wilden Ziegen, Spielbox
- 2004: Chinagold, Bambus
- 2004: Capt'n W. Kidd, Bambus (gemeinsam mit Volker Schäfer)
- 2005: Packeis am Pol, Phalanx (gemeinsam mit Alvydas Jakeliunas, Neuauflage von Pingvinas)
- 2005: Socks in the City, Bambus/White Goblin Games
- 2006: Greentown, Bambus (gemeinsam mit Michael Uhlemann)
- 2007: Down Under, Bambus
- 2007: Bodycheck, Spielbox (gemeinsam mit Aldas Maciulis)
- 2007: Sudoku Moyo, Intellego
- 2010: Discover India (zusammen mit Peer Sylvester), Queen Games
- 2015: Old Town Robbery (zusammen mit Peer Sylvester), Clicker Spiele
- 2018: Agamemnon, Osprey Games

## Auszeichnungen
- Spiel des Jahres
  - Kahuna: Auswahlliste 1999
  - Packeis am Pol: Empfehlungsliste 2006
- Spiel der Spiele
  - Packeis am Pol: Spiele Hit für Familien 2006
- Gamers Choice Awards
  - Kanaloa: Multiplayer Nominees 2002
- As d’Or
  - Kahuna: Super As d’Or 2000
- Niederländischer Spielepreis
  - Packeis am Pol: nominiert 2006
- à la carte Kartenspielpreis
  - Flaschenteufel: 4. Platz 1996
  - Kahuna: 6. Platz 1999
- Hippodice Autorenwettbewerb
  - Autoscooter: 4. Platz 1992
  - Kanaloa: 3. Platz 2001